# CS Mackay-Bennett
O CS (Cable Ship) Mackay-Bennett foi um navio britânico encarregado de reparar cabos submarinos, pertencente à Commercial Cable Company. Teve uma longa trajetória no conserto de cabos no Atlântico Norte.
Mesmo tendo como base a cidade de Halifax, no Canadá era utilizado com frequência para operações na Europa, quando sua base era então a cidade de Plymouth na Inglaterra.
É famoso por ter sido contratado em 1912 para resgatar os corpos das vitimas do Titanic.

## História
O Mackay-Bennett foi construído em Glasgow, na Escócia em 1884 para a Commercial Cable Company e foi batizado com os sobrenomes dos fundadores da empresa: John William Mackay e James Gordon Bennett. Foi colocado em serviço nesse mesmo ano e foi utilizado para a instalação e consertos de cabos submarinos durante vários anos.
Em abril de 1912, a White Star Line contratou seus serviços para recuperar os corpos das vítimas do naufrágio do Titanic, pagando 550 dólares por dia. O barco, sob o comando do capitão Frederick Harold Larnder, zarpou com uma equipe de embalsamadores a bordo (dirigida por John R. Snow Jr.), e com grande estoque de gelo, mortalhas e caixões.
O Mackay-Bennett começou as buscas em 17 de abril de 1912 e em 13 dias resgatou 306 cadáveres, incluindo o do multimilionário John Jacob Astor e o corpo de Wallace Hartley, diretor da orquestra do Titanic. Mais tarde, foi auxiliado nas buscas pelos navios Minia, Montmagny e Algerine. Dos 306 corpos recuperados pelo Mackay-Bennett, 116 foram devolvidos ao mar por causa de seu estado de descomposição avançado. Na manhã de 30 de abril de 1912, o Mackay-Bennett chegou ao porto de Halifax com 190 corpos a bordo.
Depois de encerrar a busca pelos corpos, o barco seguiu com suas funções de barco de instalação e reparo de cabos submarinos. O autor canadense Thomas Head Raddall serviu por um tempo como operador de rádio a bordo do Mackay-Bennett, e algumas de suas novelas estão baseadas em sua experiência a bordo.
O Mackay-Bennett foi retirado de serviço em 1922 e depois de ser parcialmente desmontado foi utilizado como armazem flutuante no porto de Plymouth, Inglaterra. Durante a Segunda Guerra Mundial foi bombardeado e afundado pelos alemães durante a Blitz. Mais tarde foi consertado e seu casco foi finalmente desmantelado em Gante, na Bélgica em 1965.